# Tommaso Albarella
Tommaso Albarella (Montefusco, 19 settembre 1819 – Acerra, 6 aprile 1894) è stato un patriota italiano nato nel Regno delle due Sicilie.

## Biografia
Tommaso Albarella. è stato un patriota italiano, che ha combattuto nella difesa della Repubblica di Venezia nel 1849. Daniele Manin nel 1848 aveva proclamato la Repubblica di Venezia, dopo la sconfitta del re Carlo Alberto di Savoia prima a Custoza poi a Novara nel 1849. 
Gli Austriaci approfittando della debolezza del nemico, puntarono i cannoni su Venezia, accorsero molti patrioti napoletani in sua difesa tra cui: Guglielmo Pepe, Cesare Rossaroll, Enrico Cosenz, Girolamo Ulloa e Tommaso Albarella. Mandati da re Ferdinando II con un esercito comandato dal generale Guglielmo Pepe, ma quando questi ordinò il loro ritiro, Tommaso Albarella continuò a combattere. 
Finita la battaglia tornò in patria (nel regno delle due sicilie), fu anche arrestato per aver disubbidito agli ordini, avendone riportato gravi ferite, a seguito delle quali morì nel 1894.